# Serixiomenesia flavosignata
Serixiomenesia flavosignata – gatunek chrząszcza z rodziny kózkowatych i podrodziny zgrzypikowych. Jedyny przedstawiciel rodzaju Serixiomenesia.

## Zasięg występowania
Gatunek ten występuje na Półwyspie Malajskim.